# Кипчак (река)
Кипчак — река в России, протекает по Челябинской области. Устье реки находится в 18 км по левому берегу реки Ильяска. Длина реки составляет 30 км.
Исток находится западнее посёлка Лесной, река течёт преимущественно на юго-запад через посёлки Путь Октября, Хутор 11-й (где на реке имеется пруд), Новый и впадает в Ильяску в селе Обручёвка.

## Данные водного реестра
По данным государственного водного реестра России относится к Уральскому бассейновому округу, водохозяйственный участок реки — Урал от Магнитогорского гидроузла до Ириклинского гидроузла. Речной бассейн реки — Урал (российская часть бассейна).
Код объекта в государственном водном реестре — 12010000312112200002257.